# Linha Yamanote
A Linha Yamanote (山手線, Yamanote-sen, literalmente "linha do lado da montanha") é uma linha ferroviária da companhia JR East no Japão. Esta é uma das linhas mais movimentadas de Tóquio pois ela serve os principais centros da cidade (Tóquio é uma cidade policêntrica): Shinjuku, Shibuya, Marunouchi e a Estação de Tóquio, Ueno, Akihabara e Ikebukuro. A Linha Yamanote tem a característica de ser circular e o seu caminho delineia oficiosamente o "centro" de Tóquio.
Oficialmente, a linha Yamanote refere-se às 2 vias para os trens locais entre as estações de Shinagawa e Tabata através de Shinjuku, os trens emprestam em seguida das vias das linhas de Tōhoku e Tōkaidō para completar a volta. Assim o uso faz com que toda a volta constitua a linha Yamanote.

## Descrição
A linha circular segue uma oval alongada no eixo norte-sul (cerca de 12 km de comprimento por 6 km de largura leste-oeste). Ela tem 34,5 km de comprimento e o tempo de viagem total é de cerca de uma hora. Os trens são de aço com listras verdes. Nas automotrizes série E231 (11 carros), dois carros foram equipados com 6 portas e bancos dobre para baixo. Ele não foi autorizado a implantar esses bancos durante o horário de pico. A partir de 2011, estes carros foram substituídos por novos, dotados de 4 portas de cada lado e bancos longitudinais fixos. Em 2005, cada dia uma média diária de 3,55 milhões de passageiros da linha Yamanote, ou  us $ 1.3 bilhões por ano. É uma das linhas de Tóquio onde os empurradores ajudam os passageiros a bordo durante o horário de pico da manhã.
Os trens circulam de 4 h 30 da manhã às 1 h 20 com uma frequência de um trem a cada dois minutos nos horários de pico. Uma volta completa dura entre 58 e 59 minutos. Todos os trens param em todas as estações. Os trens entram em serviço na estação de Osaki (que é portanto usado como início e fim da linha), mas às vezes também das estações de Ikebukuro e de Shinagawa. Os trens que rodam no sentido horário também são conhecidos como soto-mawari (外回り, "círculo externo"), enquanto o "sentido inverso" são chamados de uchi-mawari (内回り, "círculo interno"). Os trens circulam à esquerda no Japão, como o trânsito de automóveis.

## História

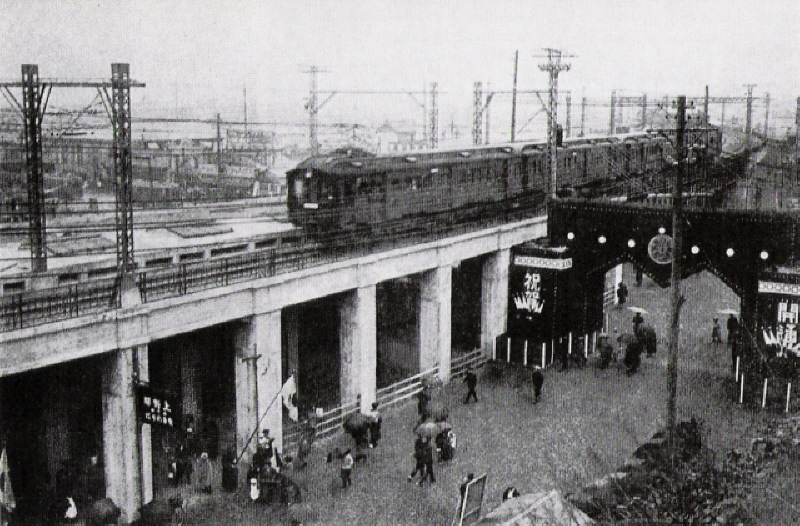
Linha Yamanote em 1925.

A origem da linha Yamanote remonta à construção da linha Shinagawa em 1885 entre Shinagawa e Akabane, que passa então através de áreas habitadas e oferece a primeira linha norte-sul atravessando Tóquio. A parte norte da linha que liga Ikebukuro e Tabata foi construída em 1903 (entre a linha Toshima (豊島線)). Em 1909, após a eletrificação, as duas linhas foram unidas para formar a linha Yamanote. Neste momento, a volta não foi concluída, foi necessário combinar com as linhas Chuo e Keihin-Tōhoku, entre as estações de Nakano e Tóquio.
A volta foi concluída em 1925, com a abertura do trecho entre as estações de Kanda e Ueno, o que permitiu uma ligação norte-sul via a Estação de Tóquio passando pelo centro da cidade.
Em 1971, a estação de Nishi-Nippori foi conectada à linha. A linha não foi modificada depois, e a companhia JR East considerou a criação de uma nova estação entre a de Shinagawa e Tamachi, distantes de 2,2 km (trecho maior da linha).

## Denominação
O nome "yamanote" refere-se às terras "interiores", distritos de colinas ou pés de montanhas, em oposição à cidade baixa, "shitamachi" (下町). Em Tóquio, o bairro Yamanote está localizado a oeste e na volta da linha Yamanote.
Yamanote-sen é escrito sem o kana no (の/ノ), o que torna a pronúncia inequívoca. 山手 pode ser também pronunciado yamate, como em Yamate-dōri (avenida Yamate) que é paralela à parte oeste da linha Yamanote. A linha Seishin-Yamate para Kobe e a área Yamate em Yokohama utilizam esta pronúncia.
Após a Segunda Guerra Mundial, o comandante supremo das forças aliadas ordenou que os nomes das linhas de trem fossem romanizados, e a linha Yamanote foi romanizado como "linha Yamate". E até 1971 os nomes de Yamanote e Yamate co-existiam.
Em 1971, as Japanese National Railways (JNR) alteraram toda a sinalização dos trens. Essa mudança coincide com a abertura da linha Agatsuma, que pode ser pronunciada Azuma porque o ga é omitido na escrita japonesa. Também no mesmo movimento, a JNR decidiu adotar a escritura "Yamanote".

## Estações
A Linha Yamanote compreende 29 estações numeradas de JY-01 a JY-30. Apenas duas estações da linha não oferecem qualquer conexão com outra linha de trem ou de metrô, são Shin-Ōkubo e Mejiro.
Lista de estações no sentido horário a partir de Shinagawa:

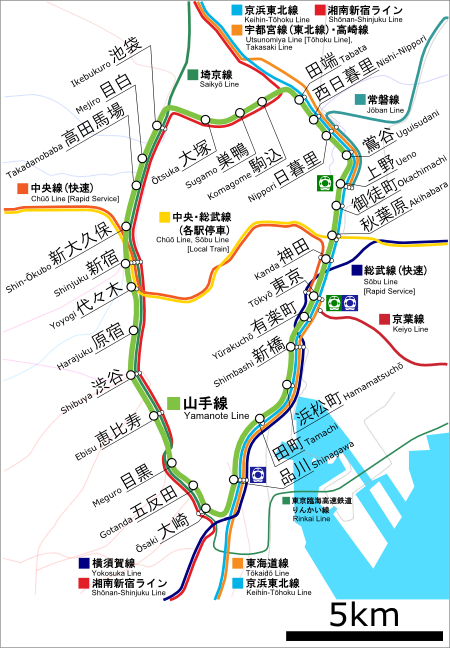
As estações da linha Yamanote

| Linha1                 | Número            | Estação      | Distância2 | Distância2 | Correspondances | Correspondances | Localização                                                                                                  |
| Linha1                 | Número            | Estação      | Distância2 | Distância2 | JR East | Outras | Localização                                                                                                  |
| ---------------------- | ----------------- | ------------ | ---------- | --- | --- | --- | --- |
| Linha Yamanote         | Predefinição:JRSN | Shinagawa    | 2,2        | 0,0 | JT Linha principal Tōkaidō JO Linha Yokosuka JK Linha Keihin-Tōhoku (R)3                                                                   | Linha Shinkansen Tōkaidō Linha principal Keikyū | Minato |
| Linha Yamanote         | Predefinição:JRSN | Ōsaki        | 2,0        | 2,0 | JS Linha Shōnan-Shinjuku JA Linha Saikyō                                                                                                   | Linha Rinkai | Shinagawa |
| Linha Yamanote         | Predefinição:JRSN | Gotanda      | 0,9        | 2,9 | Linha Tōkyū Ikegami Linha Asakusa (A-05)                                                                                                   | | Shinagawa |
| Linha Yamanote         | Predefinição:JRSN | Meguro       | 1,2        | 4,1 | Linha Tōkyū Meguro Linha Namboku (N-01) Linha Mita (I-01)                                                                                  | | Shinagawa |
| Linha Yamanote         | Predefinição:JRSN | Ebisu        | 1,5        | 5,6 | JS Linha Shōnan-Shinjuku JA Linha Saikyō                                                                                                   | Linha Hibiya (H-02) | Shibuya |
| Linha Yamanote         | Predefinição:JRSN | Shibuya      | 1,6        | 7,2 | JS Linha Shōnan-Shinjuku JA Linha Saikyō                                                                                                   | Linha Keiō Inokashira Linha Tōkyū Den-en-toshi Linha Tōkyū Tōyoko Linha Ginza (G-01) Linha Hanzōmon (H-01) Linha Fukutoshin (F-16)                                                                                     | Shibuya |
| Linha Yamanote         | Predefinição:JRSN | Harajuku     | 1,2        | 8,4 | Linha Chiyoda (na Estação Meiji-Jingūmae, C-03)                                                                                            | | Shibuya |
| Linha Yamanote         | Predefinição:JRSN | Yoyogi       | 1,5        | 9,9 | JBLinha Chūō-Sōbu | Linha Oedo (E-26) | Shibuya |
| Linha Yamanote         | Predefinição:JRSN | Shinjuku     | 0,7        | 10,6 | ■ Linha principal Chūō JC Linha rápida Chūō JB Linha Chūō-Sōbu JS Linha Shōnan-Shinjuku JA Linha Saikyō                                    | Linha Keiō Linha Nova Keiō Linha Odakyū Odawara Linha Seibu Shinjuku (na Estação Seibu-Shinjuku) Linha Marunouchi (M-08) Linha Shinjuku (S-01) Linha Ōedo (em Shinjuku (E-27) e na Estação Shinjuku-Nishiguchi (E-01)) | Shinjuku |
| Linha Yamanote         | Predefinição:JRSN | Shin-Okubo   | 1,3        | 11,9 | | | Shinjuku |
| Linha Yamanote         | Predefinição:JRSN | Takadanobaba | 1,4        | 13,3 | Linha Seibu Shinjuku Linha Tōzai (T-03) | | Shinjuku |
| Linha Yamanote         | Predefinição:JRSN | Mejiro       | 0,9        | 14,2 | Toshima | | |
| Linha Yamanote         | Predefinição:JRSN | Ikebukuro    | 1,2        | 15,4 | Toshima | JS Linha Shōnan-Shinjuku JA Linha Saikyō | Linha Seibu Ikebukuro Linha Tōbu Tōjō Linha Marunouchi (M-25) Linha Yūrakuchō (Y-09) Linha Fukutoshin (F-09) |
| Linha Yamanote         | Predefinição:JRSN | Otsuka       | 1,8        | 17,2 | Toshima | Linha Toden Arakawa (tramway) na parada Ōtsuka Ekimae | |
| Linha Yamanote         | Predefinição:JRSN | Sugamo       | 1,1        | 18,3 | Toshima | Linha Mita (I-15) | |
| Linha Yamanote         | Predefinição:JRSN | Komagome     | 0,7        | 19,0 | Toshima | Linha Namboku (N-14) | |
| Linha Yamanote         | Predefinição:JRSN | Tabata       | 1,6        | 20,6 | JK Linha Keihin-Tōhoku (R) | Kita | |
| Linha Principal Tōhoku | Predefinição:JRSN | Tabata       | 1,6        | 20,6 | JK Linha Keihin-Tōhoku (R) | Kita | |
| Predefinição:JRSN      | Nishi-Nippori     | 0,8          | 21,4       | JK Linha Keihin-Tōhoku | Linha Chiyoda (C-16) Nippori-Toneri Liner                                                                                                  | Arakawa | |
| Predefinição:JRSN      | Nippori           | 0,5          | 21,9       | JJ Linha Jōban JK Linha Keihin-Tōhoku | Linha principal Keisei Nippori-Toneri Liner                                                                                                | Arakawa | |
| Predefinição:JRSN      | Uguisudani        | 1,1          | 23,0       | JK Linha Keihin-Tōhoku | Taitō | | |
| Predefinição:JRSN      | Ueno              | 1,1          | 24,1       | Shinkansen (Tōhoku, Jōetsu, Hokuriku, Yamagata, Akita) JJ Linha Jōban JK Linha Keihin-Tōhoku (R) JU Linha Ueno-Tokyo Linha Utsunomiya                                                                | Taitō | Linha principal Keisei (na Estação Keisei Ueno) Linha Ginza (G-16) Linha Hibiya (H-17) | |
| Predefinição:JRSN      | Okachimachi       | 0,6          | 24,7       | JK Linha Keihin-Tōhoku | Taitō | | |
| Predefinição:JRSN      | Akihabara         | 1,0          | 25,7       | JT Linha Chūō-Sōbu JT Linha Keihin-Tōhoku (R) | Ficheiro:Ksukuba Express mark.svg Tsukuba Express · Linha Hibiya (H-15)                                                                    | Chiyoda | |
| Predefinição:JRSN      | Kanda             | 0,7          | 26,4       | JC Linha rápida Chūō JK Linha Keihin-Tōhoku | Linha Ginza (G-13) | Chiyoda | |
| Predefinição:JRSN      | Tokyo             | 1,3          | 27,7       | Shinkansen (Tōhoku, Jōetsu, Hokuriku, Yamagata, Akita) JC Linha rápida Chūō JK Linha Keihin-Tōhoku (R) JE Linha Keiyō JO Linha Sōbu JT Linha principal Tōkaidō JU Linha Ueno-Tokyo JO Linha Yokosuka | Linha Shinkansen Tōkaidō Linha Marunouchi (M-17)                                                                                           | Chiyoda | |
| Predefinição:JRSN      | Tokyo             | 1,3          | 27,7       | Shinkansen (Tōhoku, Jōetsu, Hokuriku, Yamagata, Akita) JC Linha rápida Chūō JK Linha Keihin-Tōhoku (R) JE Linha Keiyō JO Linha Sōbu JT Linha principal Tōkaidō JU Linha Ueno-Tokyo JO Linha Yokosuka | Linha Shinkansen Tōkaidō Linha Marunouchi (M-17)                                                                                           | Chiyoda | Tōkaidō Linha Principal                                                                                      |
| Predefinição:JRSN      | Yurakucho         | 0,8          | 28,5       | JK Linha Keihin-Tōhoku | Linha Yūrakuchō (Y-18) Linha Hibiya (na Estação Hibiya, H-07) Linha Chiyoda (na Estação Hibiya, C-09) Linha Mita (na Estação Hibiya, C-09) | Chiyoda | |
| Predefinição:JRSN      | Shimbashi         | 1,1          | 29,6       | JT Linha principal Tōkaidō JO Linha Yokosuka JK Linha Keihin-Tōhoku | Linha Ginza (G-08) Linha Asakusa (A-10) New Transit Yurikamome                                                                             | Minato | |
| Predefinição:JRSN      | Hamamatsuchō      | 1,2          | 30,8       | JK Linha Keihin-Tōhoku (R) | MO Monotrilho de Tóquio Linha Asakusa (na Estação Daimon, A-09) Linha Ōedo (na Estação Daimon, E-20)                                       | Minato | |
| Predefinição:JRSN      | Tamachi           | 1,5          | 32,3       | JK Linha Keihin-Tōhoku (R) | | Minato | |
| Predefinição:JRSN      | Shinagawa         | 2,2          | 34,5       | Ver acima. | Ver acima. | Minato | |

Notas:
1. Nome das seções de linhas
2. A coluna da esquerda corresponde à distância da estação anterior em quilômetros, e a da direita é a distância total depois da estação de início em serviço principal: Shinagawa.
3. (R) indica as paradas dos trens expressos (rapid) da linha Keihin-Tōhoku.

Todos os trens da Yamanote são locais (i.e omnibus): no entanto o serviço de trens da JR estão disponíveis no centro de Tóquio utilizando outras linhas e/ou correspondências. Essas linhas são as seguintes:
- Linha Saikyō e linha Shōnan-Shinjuku: Ōsaki - Ebisu - Shibuya - Shinjuku - Ikebukuro
- Linha Keihin-Tōhoku: Tabata - Ueno - Akihabara - Tokyo  - Hamamatsuchō - Tamachi - Shinagawa (no entanto, o trens expressos não circulam entre 10h20 e 15h30 e as plataformas são compartilhadas com a Yamanote pelas estações de Tabata e Tamachi)
- Linha Jōban: Nippori - Ueno
- Linha principal Tōkaidō: Tokyo - Shimbashi - Shinagawa
- Linha Yokosuka: Tokyo - Shimbashi - Shinagawa (linha subterrânea)

## Material rodante
A Linha Yamanote é coberta principalmente por trens automotrizes série E231-500 de 11 carros. Eles foram introduzidos a partir de 2002, e em alguns casos de substituição por novos trens da série E235 a partir de 2018 (atualmente os E231 não operam mais na linha, todos substituídos pelo E235. Os antigos trens foram transferidos para a linha de Chuo-Sobu, considerando que E231-500 ainda é moderno para ser descartado).

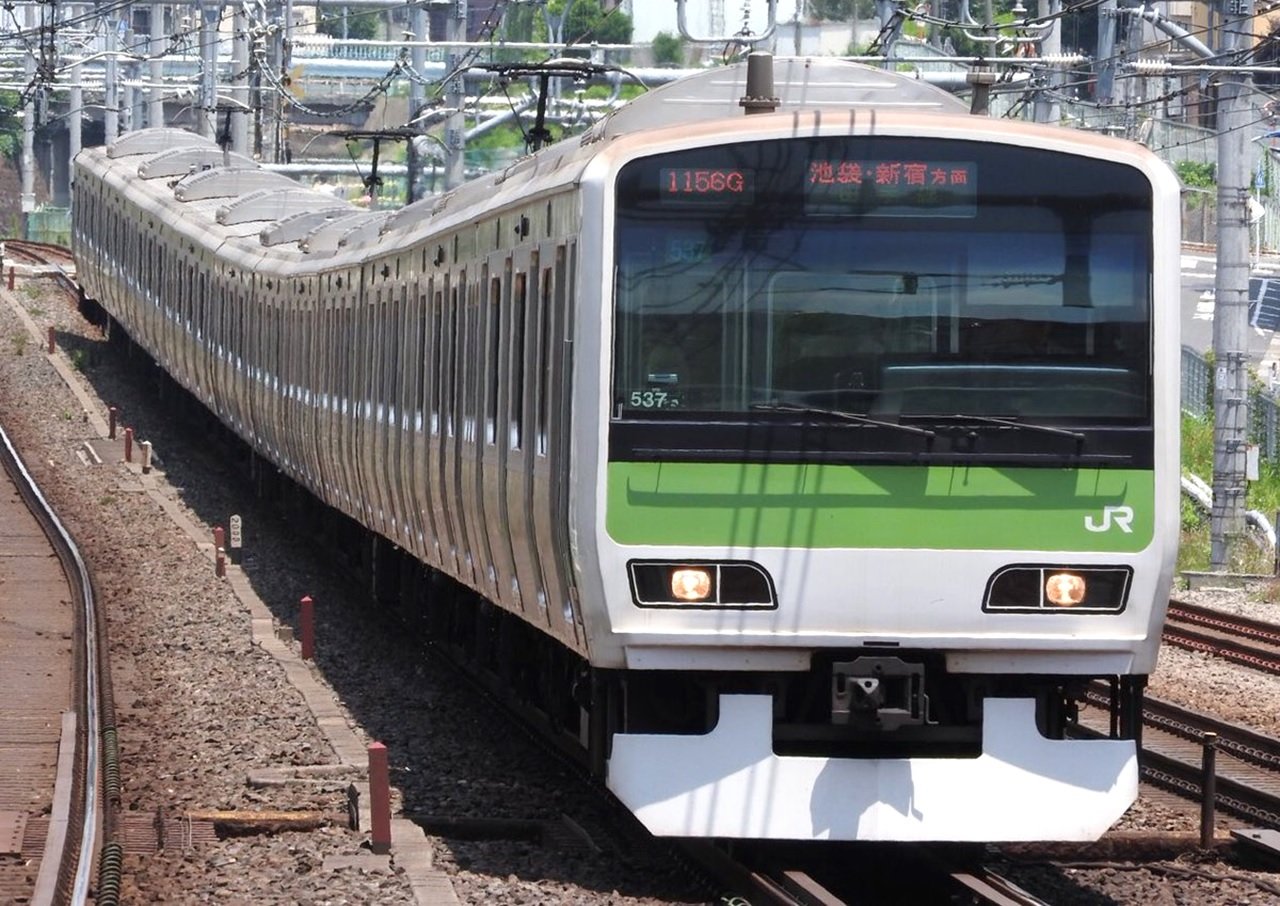
Automotora da série E231-500.
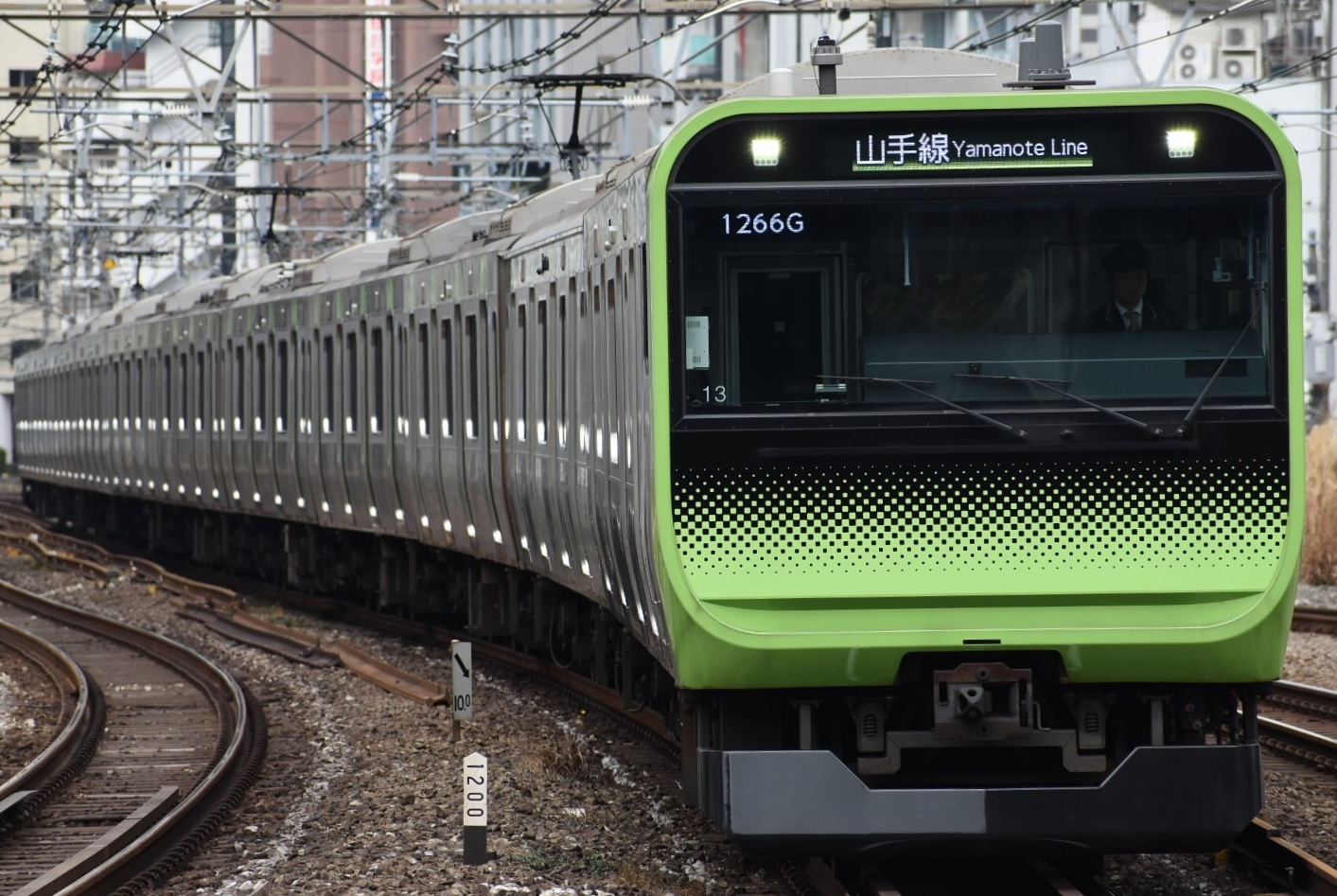
Automotora da série E235.